# Symphurus vanmelleae
Symphurus vanmelleae és un peix teleosti de la família dels cinoglòssids i de l'ordre dels pleuronectiformes que viu a les costes de l'Àfrica occidental. Pot atènyer fins a 12,8 cm de longitud.